# Ngemplak
Ngemplak ist ein Distrikt (Kecamatan) im Regierungsbezirk (Kabupaten) Sleman der Sonderregion Yogyakarta im Süden der Insel Java. Der Kecamatan liegt im Osten des Kabupatens und zählte Ende 2021 63.405 Einwohner auf 35,71 km² Fläche.

## Geographie
Ngemplak hat folgende Kecamatan als Nachbarn:
| Richtung0000 | Name Kec.   | Kabupaten | Provinz |
| Nordwesten   | Pakem       | Sleman    | DIY*    |
| Norden       | Cangkringan | Sleman    | DIY     |
| Südosten     | Kalasan     | Sleman    | DIY     |
| Süden        | Depok       | Sleman    | DIY     |
| Südwesten    | Ngaglik     | Sleman    | DIY     |

* D.I.Yogyakarta

## Verwaltungsgliederung
Der Kecamatan (auch Kapanewon genannt) gliedert sich in fünf ländliche Dörfer (Desa, auch Kalurahan genannt):
| PUM-Code 1    | Desa           | Fläche (km²) | Bevölkerung zur Volkszählung 2 | Bevölkerung zur Volkszählung 2 | Bevölkerung zur Volkszählung 2 | Bevölkerung zur Volkszählung 2 | Bevölkerung zur Volkszählung 2 | Bevölkerung zur Volkszählung 2 | Padu- kuhan 4 | RW/ RT 5 |
| PUM-Code 1    | Desa           | Fläche (km²) | 002000                         | 002010                         | Männer                         | Frauen                         | 2020                           | Dichte 3                       | Padu- kuhan 4 | RW/ RT 5 |
| ------------- | -------------- | ------------ | ------------------------------ | ------------------------------ | ------------------------------ | ------------------------------ | ------------------------------ | ------------------------------ | ------------- | -------- |
| 34.04.11.2001 | Sindumartani   | 6,66         | 6.271                          | 7.024                          | 3.842                          | 3.945                          | 7.787                          | 1.169,2                        | 11            | 23/60    |
| 34.04.11.2002 | Bimomartani*   | 4,44         | 5.415                          | 6.683                          | 3.839                          | 3.907                          | 7.746                          | 1.744,6                        | 12            | 27/62    |
| 34.04.11.2003 | Widodomartani* | 6,02         | 6.341                          | 7.165                          | 4.243                          | 4.309                          | 8.552                          | 1.420,6                        | 19            | 33/75    |
| 34.04.11.2004 | Wedomartani    | 12,44        | 20.005                         | 26.878                         | 16.679                         | 16.598                         | 33.277                         | 2.675,0                        | 25            | 76/190   |
| 34.04.11.2005 | Umbulmartani   | 6,15         | 8.585                          | 11.200                         | 5.071                          | 5.122                          | 10.193                         | 1.657,4                        | 15            | 32/76    |
| 34.04.11      | Kec. Ngemplak  | 35,71        | 46.617                         | 58.950                         | 33.674                         | 33.881                         | 67.555                         | 1.891,8                        | 82            | 191/463  |

* Alternative Schreibweise zweier Dörfer: Bimo Martani und Widodo Martani (BPS)

## Demographie
Grobeinteilung der Bevölkerung nach Altersgruppen (zum Zensus 2020)
| Altersgruppen | 00Männer | 00Frauen | zusammen |
| ------------- | -------- | -------- | -------- |
| 0 – 14        | 7.509    | 7.091    | 14.600   |
| 15 – 64       | 23.419   | 23.438   | 46.857   |
| 65+           | 2.746    | 3.352    | 6.098    |
| gesamt        | 33.674   | 33.881   | 67.555   |
| anteilig (%)  |          |          |          |
| 0 – 14        | 22,30    | 20,93    | 21,61    |
| 15 – 64       | 69,55    | 69,18    | 69,36    |
| 65+           | 8,15     | 9,89     | 9,03     |

### Bevölkerungsentwicklung
In den Ergebnissen der sieben Volkszählungen seit 1961 ist folgende Entwicklung ersichtlich:
| Einheit/Jahr     | 1961         | 1971         | 1980         | 1990         | 2000         | 2010         | 2020         |
| ---------------- | ------------ | ------------ | ------------ | ------------ | ------------ | ------------ | ------------ |
| Kec. Ngemplak    | 29.363       | 32.210       | 35.732       | 38.149       | 46.617       | 58.950       | 67.555       |
| Anteil in %      | 5,68         | 5,47         | 5,28         | 4,89         | 5,17         | 5,39         | 6,00         |
| Kab. Sleman      | 516.653      | 588.313      | 677.323      | 780.334      | 901.377      | 1.093.110    | 1.125.804    |
| Sonderregion DIY | 00 2.231.062 | 00 2.487.177 | 00 2.750.025 | 00 2.912.611 | 00 3.120.478 | 00 3.457.491 | 00 3.66.8719 |